# 钱东镇
钱东镇，是中华人民共和国广东省潮州市饶平县下辖的一个乡镇级行政单位。

## 行政区划
钱东镇下辖以下地区：
钱东社区、大陇社区、小东社区、仙洲村、李厝村、沈厝村、港乾村、施厝村、上浮山村、下浮山村、紫云村、钱塘村、砚山村、径口村、西山寨村、灰寨村、峙头村、上黄隆村、下黄隆村、径新村、径南村、径中村、礼堂村、西港村、新乡村、多年楼村、黄都岭村、福仔金村和望海岭果林场。

## 歷史
明成化十三年（1477年），饶平县置县，全县行政区划分为3个乡和8个都，其中的信宁都辖陈塘堡和汫洲堡，到明嘉靖二十六年（1547年）,陈塘堡共统15个村，其中包括：漳溪、广洋、黄大潭、黄竹洋、黄山坑、乌溪、小东、张富前、水帽、浮山、太平、乌石、仙村、石坛、新港15个。
到时清朝年间，陈塘堡共统16个村：漳溪、广洋、黄大潭、黄竹洋、黄山坑、乌溪、小东、长富、水帽、浮山、太平、乌石、仙村、石坛、新港、盐灶16个村。而钱东镇政府因建在陈塘堡（钱塘）之东面而得名钱东。

## 語言
钱东镇通行潮州話。

## 信仰
钱塘村
- 陈塘大宫:供奉城隍爷

礼堂村
- 大宫:供奉王爷、夫人、大圣、二圣、花公、花妈、五谷主

仙坡村
- 三山国王古庙:供奉大王爷、夫人、二王爷、三王爷、二圣公、花公、花妈、五谷主、伯爷公

乌洞村
- 三山国王古庙:供奉大王爷、夫人、二王爷、三王爷、二圣公、五谷主

万德楼村
- 三山国王古庙:供奉大王爷、夫人、二王爷、二圣公、五谷主

仙富饶村
- 福德老爷庙:供奉伯爷公
- 慈悲娘娘庙:供奉慈悲娘娘
- 榕树公妈庙:供奉榕树公妈
- 狮爷公妈庙:供奉供奉狮爷公妈、将军爷、三山国王、天地父母

径中村
- 镇安古庙:供奉玉皇大帝、观音菩萨娘娘
- 仙公爷庙:供奉仙公王爷

## 姓氏由來
黃姓， 黄氏先祖守恭公，号一翁，唐贞观三年（629年）正月十五日辰时生。卜居南安丰州东南郊（今属泉州鲤城区）。唐垂拱二年（686年），守恭公因感桑莲肇瑞，遂舍桑田、宅第，延匡护大师主持，并花大量人力物力投入建寺庙，为泉州佛教建立基地，因建殿时尝有紫云覆地，又称紫云寺，此即紫云黄氏肇宗之由来。自垂拱迄开元四易寺号，开元二十六年（738年）始称开元寺。寺东侧建檀樾祠，奉祀守恭公禄位，为紫云黄氏祖庭。守恭公五子黄纬居漳浦南诏（诏安），迄今日“五安”海内外紫云黄氏族人已达数百万，追根溯源，共尊守恭公为“紫云黄氏始祖”。欲识紫云真道脉，源头始祖在泉州。黃紫峰，諱當保，字元進，元末攜弟紫岩公由閩漳州詔安縣石斗涵鄉至潮饒尖峰山下（錢東）創居，為邑大賓。裔孫居錢東、湯溪等。
黃姓， 黄氏祖在元末明初从福建莆田迁居广东饶平县钱东镇下浮山村，现有人口2650多人。
陳姓， 元末明初陳諄實兄弟三人由福建詔安縣溪南鄉遷饒平，陳諄實兄居大埕鎮紅花村，陳諄實弟居錢東鎮峙時村，陳諄實居錢東鎮烏洞村。明隆庆至万历年间，錢東紫云陈姓移居樟溪镇锡坑。
陳姓， 潁川開漳（北廟北陳開漳聖王）派裔孫，陳得仁，景肅支脈，居福建漳州詔安縣二都霞葛鎮樓下，後裔分衍廣東饒平縣錢東大坪、黃岡龍眼城、潮城等地。
陳姓， 福建漳州龙溪陈氏始祖陈懋基长子陈札圃，生子陈南桥，陈南桥四子陈谆翁，其独子存叟，讳恪，隐居揭阳能江（现属汕头），存叟之子讳肃，宇文端，号莲峰。陈莲峰三子陈桂山，裔孙迁居潮州市北门及饶平县钱东镇灰寨等地。
陳姓， 陳俊卿，字應求，福建莆田人。八世孫陳允泰（一名仙養）於元末明初從福建遷居辟望溝下池（今屬汕頭市澄海區澄城鎮）。陈氏裔孫自汕頭澄城鎮東湖遷居饒平縣錢東鎮仙洲村。
陳姓， 陈姓先祖，1850年从越南西贡迁移至饶平县钱东镇西山寨村。
陳姓， 于明朝嘉靖中期。创祖先辈是福建石马一户姓陈人家。当时他在饶平钱东镇径南村内饶自然村，搭寮生活，因而村名取“内寮”。
康姓， 入饶始祖康长官，以渔、农为业。于明末清初从福建漳州龙溪许撤村迁徙入饶平，初居海山东边村，后移居东灶,分支住黄冈镇、钱东镇仙洲、樟溪镇。
麥姓， 麥鐵杖為中國麥氏共尊之一世祖，廣東南雄成為麥氏之發祥地。至第12世有麥熾，字仁昌，因避五代之亂，徙居福建泉郡，麥氏又在福建開基繁衍，傳至南宋，有麥進成，居福建莆田，淳祐七年（1247年）丁未科進士，官正奏士郎左春坊內閣主簿。南宋末年，卸篆攜眷南遷今饒平大埕上東村創居。因其子孫以漁獵為業，故傳至裔孫麥枚基，旋於明成化間，復遷居於汫洲島嶼，自茲蕃衍生息，汫洲麥氏，還有部分外移饒平縣境內錢東鎮仙洲、海山、汕頭和陸豐，以及港台南洋等地。
蔡姓， 河南陈留蔡大业之子蔡允恭迁入福建龙溪新恩里屿头（今龙海市）为入閩祖。蔡元鼎，号蒙斋，福建漳浦县蔡坑(今赤岭前园村蔡坑)大帽山人。裔孙繁衍昌盛，包括广东潮州饶平黄冈蔡厝围、黄冈下市万成巷、饶平钱东上浮山、钱东下浮山、三饶粮田、上饶蔡子角、饶平海山渡头等余派，为福建漳浦蔡公允恭、蔡公元鼎后裔。
沈姓， 钱东沈厝沈姓居民入饶始祖沈鸿冈宋末从福建漳州诏安白洋乡白石村迁移入饶平，创钱东尖峰山下之长富春村，后易名沈厝村。
庄姓， 庄义，乃庄弥渊第七代孙。其上传世系为：弥渊一哲士一石岗一守安一博皲一子致一义。庄义生于明景泰三年（1452），于明正德五年（1510），从潮安江东镇独树村，迁到今饶平县钱东镇西港，被西港李实解救和收留，后为李实做帮工。李实嘉其品性厚重，遂将女儿许配庄义宜为妻。庄义在西港肇基，为西港村庄氏开基始祖，后代称他为“背碓公”。
庄姓，  庄港海，娶林氏、何氏。于清乾隆年间，由福建泉州洛江马甲镇祈山携家眷迁入广东潮州饶平县钱东西港，与庄义的裔孙同姓聚居。现西港村庄氏族人有1500多人。
庄姓，  庄长思，娶吉氏。清康熙二十二年（1687）沿海地区解除海禁，允许商民与外商进行贸易后，庄长思由福建迁入饶平县钱东上黄隆开基。历代族人多从事海上运输业。一九二二年六月初十台风海啸，宗祠“预庆堂”及历代神主位遭毁。现上黄隆庄氏已传12代以上，人口1000多人，后代迁居南澳县及海外。
施姓， 唐朝昭宗年间,即公元七世纪,施典为施氏先祖,随其父辈先行到达河南光州,后又南移福建泉州钱江乡。元末明初，福建南寻六世祖施广宁由福建南下进入潮汕，首驻饶平鸿门茂林乡（汫洲西峡村）又开始新的繁衍发展，至今已有600多年的历史了。裔孙迁居饶平钱东施厝、钱东调园、黄冈汛州、西峡、黄冈镇、南澳、汕头新溪（来自古莲寮）。
施姓， 施氏始祖施巨惠于明永乐二年（1404年）从现广东潮州市潮安区彩塘镇东里村来饶平钱东镇施厝村开枝。
林姓， 饒平黃岡林氏始祖梅江公，東井公（居福建莆田東井鄉）次子，生於南宋 出仕元朝，三子派下子孫居於黃岡，浮山燈塔，錢東鎮。公元1460年左右从饶平浮山灯塔来此创业，建有祖祠二座，现今钱东径口林氏人口有200多人。
林姓， 林蒙，字世赖，唐德宗贞元年间任孟陵主簿，后任金吾卫长史、桐州、循州刺史，其子孙居于闽县，为闽县长乐始祖。林维福（唐九牧林蒙后裔），居漳州，为林氏“九牧”横州派系之十七代孙，原籍漳州府龙溪县（即今漳州市龙文区步文镇）莲池。南宋末年，元军南侵，局势动荡，初居石壁，后卜居诏安含英。裔孙迁居诏安县含英，澄海鹊巷，潮州泮巷，饶平县钱东西社。
林姓， 明末时期，广东饶平三饶石八(今新塘镇西石)的一户姓林的人家也进钱东径南居住，就有了现有的陈、林两姓氏，其中林为主姓氏。
林姓， 于明朝洪武年间（1368-1398），祖先林氏太乙公从福建莆田迁徙至饶平三饶石壁再移至潮州嫌水坑，后因其他原因移居至钱东镇径中村埔尾。
吕姓， 始祖吕郑叶公于明初从福建上杭长房七世,迁福建漳州市诏安县秀篆镇北坑，明成化年間剛直公迁饶平东山镇东山村，公元1500年左右从饶平县东山镇来钱东镇径口创业，建有祠堂二座，其中一座命名为四马拖车，现今吕氏人口有500余人。
吕姓， 大陇肇祖，源于南宋绍兴（1133—1160年）年间，赐进士出身文林郎知海阳县，次子致政公（吕氏73世祖），移居广东饶平，创始钱东大陇村，亘古迄今，全村均姓吕。
余姓， 饶平东山长教余氏金溪派衍是宋代广东八贤之一，庆历四谏官，忠襄余靖公的后代，至明时均美公任南京国子监，子孙始从大埔西河镇上黄砂迁入饶平，历三代，通公迁长教，是为饶平东山长教始祖。公元1500年左右从饶平东山镇长教来钱东镇径口创业，现今余氏人口有40多人。
姚姓， 始祖为舜帝104世孙姚福源，名立夫，又名源，原居福建莆田县涵头村猪母巷大寨内，于宋孝宗淳熙2年8月16日移居潮州揭阳县崇义乡磐溪都花树坑村（今揭东县白塔镇花坑村）开基肇族。元初时迁居揭阳市试验区渔湖镇仙阳村。九世姚敦喜于明初迁居榕城姚厝围（揭阳普宁麒麟镇）。明成化年间十世姚开基，姚开勋兄弟迁居潮州市饶平县钱东镇前人家村和后人家村。
謝姓， 開饒始祖 謝福全於元末明初間，從福建漳州小靖（今詔安秀篆）遷移海陽，開創橫溪（今饒平新豐鎮）。福全派下有饒平黃岡、聯饒、樟溪、新圩、錢東、高堂、大埕；潮安、澄海、潮陽、普寧、豐順等。
陆姓， 陆秀夫（1236-1279）字君实，南宋楚州盐城（今江苏盐城）人。景炎元年（1276）赵呈即皇位于福建福州后，进封陆秀夫为端明殿学士，签书枢密院事。因陆秀夫与丞相陈宜中不和，遂于南宋景炎元年（1276）五月末被贬广东潮州。举家安置于广东海阳辟望港口（今澄海市港口村陆厝围）。陆秀夫共有九子，长子陆繇。元朝中期，陆繇第二代裔孙由辟望迁创于饶平元歌都（今饶平钱东、新塘一带）。
李姓， 先祖从广东饶平县汫洲镇东灶村移居钱东镇下浮山村，李氏人口有80余人。
吴姓， 先祖从福建诏安县西潭镇迁移至广东省饶平县汤溪半径村，1635年从半径迁移至钱东镇西山寨。
曾姓， 因先祖曾文华于清代乾隆戊申年从广东潮安县凤凰镇康美村移居饶平县钱东镇福仔金。福仔金村，该村先祖曾文华生五子，故有五房头之分。该村村民同一姓氏，均属曾氏后人。
胡姓， 钱东镇径南村村后头山有胡仲堪裔孙胡任夫公墓。据《历代胡姓进士录》载，胡仲堪，潮州府潮阳人，宋皇祐年（1053年）进士;先祖胡用宾，中州人，于唐总章二年（669）在潮州为官，后创胡仔寨（今福建东山县)。裔孙胡任夫为宋赐进士。
何姓， 何氏先祖从广东饶平县三饶迁至钱东镇礼堂村。
钟姓， 于明代，因钟氏开基祖从福建诏安太平坑头村迁移至广东潮安坎下，几经周折，相中饶平县钱东镇径新村仙坡自然村并筑寨定居而形成。